# فلاژی-ل-زکسن
فلاژی-ل-زکسن (به فرانسوی: Flagey-lès-Auxonne) یک کمون در فرانسه با جمعیت ۱۸۴ نفر است که در Canton of Auxonne واقع شده‌است.